# Китай (журнал)
В ноябре 2005 года в Москве вышел в свет государственный русскоязычный журнал «Китай». 21 декабря 2005 года в посольстве КНР в России состоялась презентация журнала, в которой приняли участие заместитель руководителя Пресс-канцелярии Госсовета КНР Цай Минчжао, заместитель председателя Совета Федерации России Дмитрий Мезенцев, посол Китая в России Лю Гучан и другие. На мероприятии присутствовали более 250 человек. Китайские и российские ведущие СМИ освещали это событие.

## Содержание Журнала
Журнал призван знакомить читателей России и СНГ с авторитетной и достоверной информацией о современном Китае, продолжая традиции прежнего и любимого иллюстрированного издания «Китай», который вышел в свет в 1951 г. Объём нынешнего журнала составляет 84 страницы, 80-100 тыс. слов и, как правило, в каждом номере представлены до 100 фотографий и рисунков. Тираж выпуска составляет 30 тыс. экземпляров. Главные рубрики журнала — «Тема номера», «Экономика», «Эксклюзив», «Общество», «Молодежь», «Культура», «Мировое наследие», «Путешествия», «Юридическая консультация», «Китайская медицина» и т. п.
Журнал «Китай» выпускается издательством «Жэньминь Хуабао» под руководством Китайского международного объединения издательств. В качестве научных консультантов приглашены известные в России и за рубежом китаеведы: член Совета Федерации и бывший посол России в Китае И. Рогачев, председатель Общества российско-китайской дружбы М. Титаренко, посол Беларуси в Китае А. Тозик и посол Украины в Китае С. Камышев. Редакция журнала находится в Пекине, а в Москве, где журнал печатается и распространяется, открыто представительство.

## Рубрики журнала
1. Суждения — Комментарии, За круглым столом
2. Из Жизни — Китай в объективе, Короткой строкой, Отклики, Цифры и лица, Креатив, На обложках, Книжная рецензия
3. Политреалии
4. Экономика
5. Фоторепортаж
6. История в номер
7. Общество
8. Культура
9. Путешествия
10. Калейдоскоп

## Справочные материалы
1. China.org.cn. Журнал «Китай» знакомит российских читателей с Китаем. China.org.cn (15 декабря 2005). Архивировано 14 сентября 2013 года.